# Meurtres et Autres Complications
Production
Diffusion
Meurtres et autres complications (Death and Other Details) est une série télévisée américaine dramatique à énigme en dix épisodes d'environ 45 minutes créée par Mike Weiss et Heidi Cole McAdams, et diffusée entre le 16 janvier et le 4 mars 2024 sur la plateforme Hulu.
Dans les pays francophones, elle est disponible depuis le 5 mars 2024 sur Star via Disney+.

## Synopsis
Rufus Cotesworth, connu pour avoir été considéré comme « le meilleur détective du monde », est passager du luxueux paquebot SS Varuna lorsqu'un meurtre y est commis dans une chambre close.

## Distribution

### Acteurs principaux
- Violett Beane (VF : Ninon Moreau) : Imogene Scott
  - Sophia Reid-Gantzert (VF : Jaynélia Coadou) : Imogene, enfant
- Mandy Patinkin (VF : Féodor Atkine) : Rufus Cotesworth
- Lauren Patten (VF : Olivia Nicosia) : Anna Collier, la meilleure amie d'enfance d'Imogene.
- Rahul Kohli (VF : Marc Arnaud) : Sunil Bhandari, le propriétaire du SS Varuna.
- Angela Zhou (VF : Aude Saintier) : Teddy Goh, la cheffe du personnel du SS Varuna.
- Hugo Diego Garcia (en) (VF : Alexandre Bierry) : Jules, le chef de la sécurité du SS Varuna.
- Linda Emond (VF : Marie Vincent) : l'agent Hilde Eriksen
- Pardis Saremi (VF : Angèle Humeau) : Leila, l'épouse d'Anna, une ancienne journaliste.

Acteurs principaux de la série
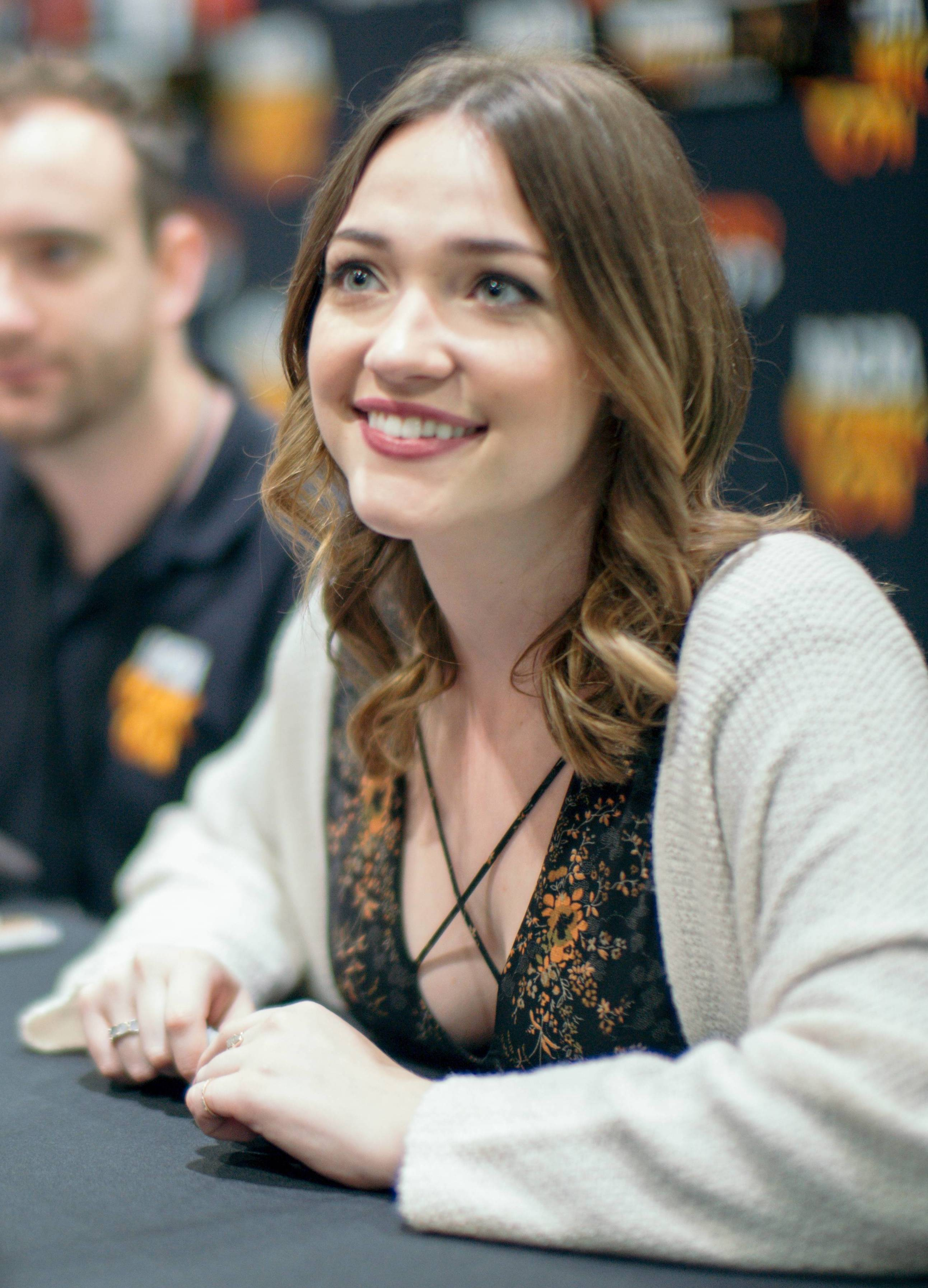
Violett Beane interprète Imogene Scott.
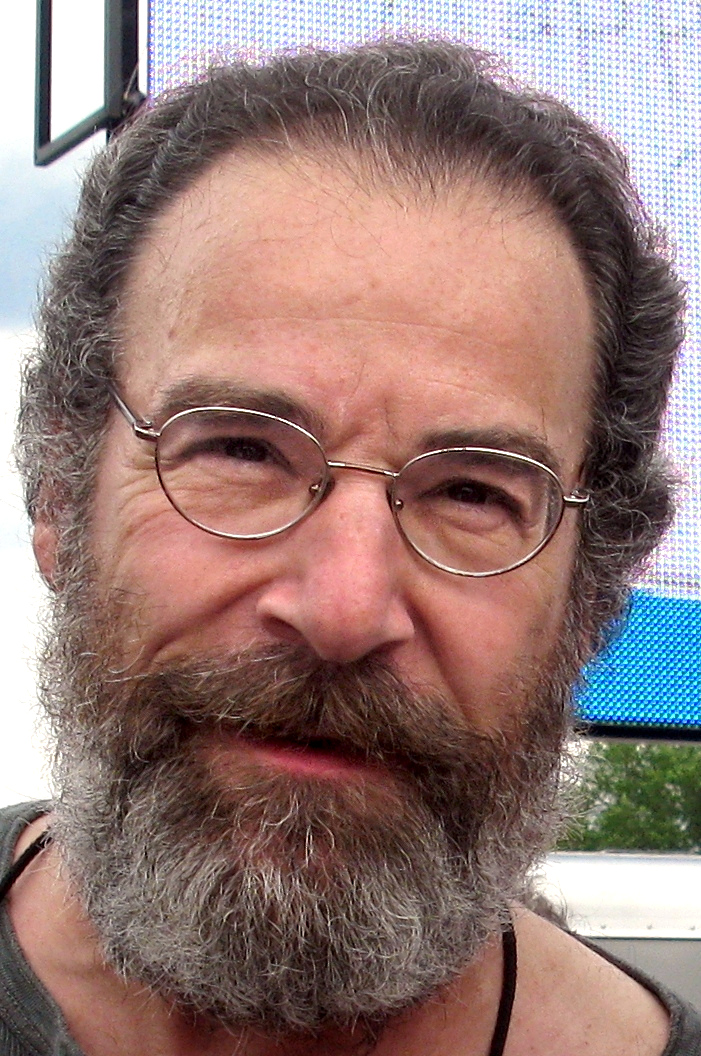
Mandy Patinkin interprète Rufus Cotesworth.

### Acteurs récurrents
- David Marshall Grant (VF : Bertrand Liebert) : Lawrence Collier, le directeur général de Collier Mills, proche de la retraite et qui doit annoncer son successeur à la tête de la société.
- Jere Burns (VF : Guillaume Orsat) : Llewellyn Mathers, l'avocat de la famille Colliers.
- Michael Gladis (VF : Bruno Magne) : Keith Trubitsky, également connu sous le nom de Danny Turner.
- Jack Cutmore-Scott (VF : Anatole de Bodinat) : Tripp Collier
- Annie Q. Riegel (en) (VF : Geneviève Doang) : Winnie Goh, une membre du personnel du SS Varuna et sœur de Teddy.
- Tamberla Perry (VF : Claire Morin) : Alexandra Hochenberg, la gouverneure de l'État de Washington.
- Danny Johnson (VF : Jean-Paul Pitolin) : le Père Toby Briggs
- Karoline (VF : Sandra Valentin) : Eleanor Chun
- Sincere Wilbert (VF : Andrea Santamaria) : That Derek, tiktokeur et fils adolescent du Père Briggs.
- Jayne Atkinson (VF : Josiane Pinson) : Katherine Collier, l'épouse de Lawrence.
- Lisa Lu : Celia Chun
- Sofia Rosinsky (VF : Adeline Chetail) : Yeva
- Christian Svensson : Andreas Windeler

Version française dirigée par Anne Massoteau au studio Dubbing Brothers, d'après une adaptation des dialogues de Léa Benguigui, Alexa Donda et Ghislaine Gozès.
 Source et légende : version française (VF) sur RS Doublage et cartons du doublage français.

## Production
La série est commandée par Hulu en mars 2022, alors connue sous le titre Career Opportunities in Murder and Mayhem, avec Mandy Patinkin en guise de rôle principal. Écrit et produit par Mike Weiss et Heidi Cole McAdams, Marc Webb réalise l'épisode pilote.
Weiss et McAdams, créateurs des dix épisodes de la série, se décrivent comme de grands fans de l’œuvre d'Agatha Christie et « souhaitaient transférer son atmosphère et son style dans notre monde contemporain ». Le rôle de Mandy Patinkin est inspiré des grands détectives de fiction tels que Hercule Poirot, Sam Spade, Sherlock Holmes ou encore Philip Marlowe. L'équipe de production comprend notamment James Philpott et la costumière Mandi Line.
Le 29 mars 2024, la série est annulée.

### Casting
Dès mars 2022, les noms de Mandy Patinkin, Violett Beane, Lauren Patten, Hugo Diego Garcia, Angela Zhou, Pardis Saremi, et Rahul Kohli sont cités. En août 2022, Annie Q. Riegel est ajoutée à la distribution, suivis en septembre 2022 de Linda Emond, Jayne Atkinson, et David Marshall Grant puis Christian Svensson en novembre 2022.

### Fiche technique
Sauf indication contraire, les informations mentionnées dans cette section peuvent être confirmées par les bases de données cinématographiques IMDb et Allociné,  présentes dans la section « Liens externes ».
- Titre original : Death and Other Complications
- Réalisation : Marc Webb
- Scénariste : Mike Weiss et Heidi Cole McAdams
- Musique : Brocker Way
- Direction artistique : Jacqui Dudeck, Sean Falkner, Alyssa King
- Décors : Alexandra Rojek
- Costumes : Mandi Line
- Production : James L. Thompson III, Shawn Wilt
- Production déléguée : Mike Weiss, Heidi Cole McAdams, Marc Webb, Mark Martin, David Petrarca
- Société de production : Black Lamb, ABC Signature
- Pays de production :  États-Unis
- Langue originale : anglais
- Format : couleur
- Genre : drame, policier
- Durée : 52 minutes
- Dates de première diffusion :
  -  États-Unis : le 16 janvier 2024 sur Hulu[9]
  - Reste du Monde : le 5 mars 2024 sur Disney+

## Épisodes
Sauf indication contraire, les informations mentionnées dans cette section peuvent être confirmées par la base de données cinématographiques IMDb,  présente dans la section « Liens externes ».Titres en français issus de TheMovieDB.

## Réception

### Audiences
Selon JustWatch, la série était la cinquième la plus diffusée en streaming aux États-Unis entre le 22 et le 28 janvier 2024. Selon TV Time (en), elle était la quatrième sur la même période.

### Critiques
- Rotten Tomatoes annonce un score de 55 % basé sur 33 critiques (66% pour les téléspectateurs), résumant que « Meurtres et autres complications est rempli d'idées pour pimenter le classique whodunit, mais le tout manque de cohésion »[15].
- Metacritic montre un score de 60 sur 100 basé sur 19 critiques[16].
- Imdb attribue la note de 6.8/10 (11000 critiques)[17].